# Serhij Bolbat
Serhij Serhiyovych Bolbat (Volnovakha, 13 juni 1993) is een Oekraïens voetballer die bij voorkeur als vleugelspeler speelt. Hij wordt tijdens het seizoen 2015/16 door Sjachtar Donetsk verhuurd aan Lokeren.

## Clubcarrière
Bolbat speelde in de jeugd voor Sjachtar Donetsk en Olimpik Donetsk. Tijdens het seizoen 2013/14 wordt hij door Sjachtar Donetsk verhuurd aan Metaloerh Donetsk. Op 27 juli 2014 maakte hij zijn competitiedebuut voor Sjachtar Donetsk tegen Metaloerh Zaporizja. Gedurende het seizoen 2014/15 maakte de vleugelspeler vier doelpunten in zeventien competitiewedstrijden op huurbasis voor Metalist Charkov. In juli 2015 maakte Lokeren bekend dat Bolbat tijdens het seizoen 2015/16 gehuurd wordt van Sjachtar Donetsk.

## Interlandcarrière
Op 22 mei 2014 debuteerde Bolbat voor Oekraïne in de vriendschappelijke interland tegen Niger. Hij viel na 62 minuten in voor Jevhen Konopljanka.